# Prueba de Schiller
La prueba de Schiller se utiliza en ginecología. Si bien no tiene valor diagnóstico es útil para ubicar los sitios convenientes para hacer biopsias y llamar la atención sobre zonas aparentemente sanas que pueden no serlo.

## Fundamento
Las células intermedias del epitelio pavimentoso exocervical y vaginal son ricas en glucógeno, y se tiñen con el yodo de color castaño oscuro o caoba. Schiller propuso esta prueba para reconocer los epitelios normales de los que no lo son, destacando estos últimos.
En casos normales se observará el color caoba en toda la superficie del exocérvix (prueba del yodo positiva o de Schiller negativa); en cambio el epitelio que carezca de glucógeno (epitelio cilíndrico ectópico o pavimentoso anormal) presentará un color amarillento u ocre (zona yodo negativa o Schiller positiva)

## Procedimiento
Mediante una colposcopia, se introduce a través del espéculo una solución de Lugol al 2%, observando como se tiñen las células cervicales.
Si los resultados son anormales se tomará una muestra mediante biopsia para un diagnóstico más preciso.